# Tønde øl
En tønde øl er gammel dansk rummål på 131,4 liter
De traditionelle danske mål for øl har været fad, tønde, anker og pot
1 tønde øl á 4 ankre svarende til 136 potter = 131,4 l.
1 fad øl á 2 tønder øl = 262,8 l.